# Frontera entre França i Tonga
La frontera entre França i Tonga es completament marítima i es troba a l'oceà Pacífic. Delimita la zona econòmica exclusiva entre les illes Tonga i les de Wallis i Futuna. El text de la convenció entre ambdós estats de gener de 1980 preveu que la frontera passi equidistantment des del territori francès (aquí Wallis i Futuna) i el territori tongà, és a dir, l'illa de Niuafo'ou, la més septentrional de l'arxipèlag de Tonga.